# NK Rogaška
NK Rogaška is een Sloveense voetbalclub uit Rogaška Slatina.
De club werd in 1999 opgericht na het faillissement van NK Steklar en speelt in het gemeentelijk sportpark van Rogaška Slatina dat plaats biedt aan 1000 toeschouwers. In 2015 promoveerde de club naar de 3. Slovenska Nogometna Liga Šiaurė waar het in 2017 na een tweede plaats promoveerde naar de 2. slovenska nogometna liga. In 2020 degradeerde Rogaška maar keerde een seizoen later als kampioen van de Rytai poule terug op het tweede niveau. In 2023 werd de club kampioen in de 2. SNL en promoveerde voor het eerst naar de 1. Slovenska Nogometna Liga. In het seizoen 2023/24 won Rogaška de Sloveense voetbalbeker door in de finale ND Gorica na penalty's te verslaan.

## Erelijst
- 2. slovenska nogometna liga

kampioen in 2023
- 3. Slovenska Nogometna Liga oost

kampioen in 2021
- Sloveense beker

winnaar in 2024
Bravo · 
Celje · 
Domžale · 
Koper ·
Maribor · 
Nafta · 
Mura · 
Olimpija Ljubljana · 
Primorje · 
Radomlje ·